# Helena (kejsarinna)
Helena, född okänt år, död 360, var en romersk kejsarinna, gift med kejsar Julianus Apostata. Hon var dotter till Konstantin den store. 
Helena blev år 355 gift med Julianus som en del av en allians strax efter att han blev medkejsare, och följde honom därefter till Gallien. Hon fick missfall i Gallien 356 och i Rom 357, möjligen därför att hon förgiftades av Eusebia. Hon besökte 357 Rom med det övriga kejsarhuset.   